# موافقة حرة ومسبقة ومستنيرة
الموافقة الحرة والمسبقة والمستنيرة (بالإنجليزيةFree, prior and informed consent، واختصارًا FPIC) هو مبدأ حق المجتمع في إعطاء أو حجب موافقته على المشاريع المقترحة التي قد تؤثر على الأراضي التي أفراد هذا المجتمع يمتلكونها عرفًا، أو يعيشون عليها أو يستخدمونها. الهدف منها هو إنشاء مشاركة من القاعدة إلى القمة والتشاور مع السكان الأصليين قبل بداية التنمية في أراضي الأجداد أو استخدام الموارد داخل أراضي السكان الأصليين. السكان الأصليون لديهم اتصال خاص بأراضيهم ومواردهم، ويعيشون 20 ٪ من سطح الأرض. هذه المناطق غنية بالبيئة في كل من الموارد المتجددة وغير المتجددة. يتعارض نمط الملكية الجماعية لمعظم الشعوب الأصلية مع السوق العالمية الحديثة وحاجتها المستمرة إلى الموارد والأراضي. لحماية حقوق الشعوب الأصلية، أنشأ القانون الدولي لحقوق الإنسان عمليات ومعايير لحماية أسلوب حياتهم ولتشجيع المشاركة في عملية صنع القرار. واحدة من هذه الأساليب هي عملية الموافقة الحرة والمسبقة والمستنيرة. هناك انتقاد بأن العديد من الاتفاقيات والمعاهدات الدولية تتطلب فقط التشاور وليس الموافقة، وهو حد أعلى بكثير. بدون شرط الموافقة، لن يتمكن السكان الأصليون من استخدام حق النقض ضد المشاريع والتطورات الحكومية في منطقتهم، مما يؤثر بشكل مباشر على حياتهم وثقافاتهم. يسمح برنامج الموافقة المسبقة عن علم للشعوب الأصلية بالحق في تقرير المصير والحكم الذاتي في عمليات صنع القرار الحكومية الوطنية والمحلية على المشاريع التي تتعلق بحياتهم ومواردهم.
وتشمل الأمثلة إدارة الموارد الطبيعية، والتنمية الاقتصادية، واستخدامات المعارف التقليدية، والموارد الجينية، والرعاية الصحية، والتعليم.